# اوویلیکاندا
اوویلیکاندا (به لاتین: Ovilikanda) یک منطقهٔ مسکونی در سری‌لانکا است که در استان مرکزی (سری‌لانکا) واقع شده‌است.